# Брімін Кіпруто
Брімін Кіпруто  (англ. Brimin Kipruto, 31 липня 1985) — кенійський легкоатлет, олімпійський чемпіон.

## Виступи на Олімпіадах
| Олімпіада  | Дисципліна | Місце |
| ---------- | ---------- | ----- |
| Афіни 2004 | стиплчез   | 2     |
| Пекін 2008 | стиплчез   | 1     |